# Geniates sericeus
Geniates sericeus är en skalbaggsart som beskrevs av Hermann Burmeister 1844. Geniates sericeus ingår i släktet Geniates och familjen Rutelidae. Inga underarter finns listade i Catalogue of Life.